# کلت-۱۱بی
کِلت-۱۱بی (KELT-11b) گرم‌ترین سیاره‌ای است که تاکنون کشف شده‌است. تلسکوپ سیاره یاب سازمان فضایی اروپا برای نخستین بار یک سیاره خارج از منظومه شمسی را رصد کرد. این سیاره ۳ بار از مشتری بزرگ‌تر است. اما حجم آن یک پنجم مشتری است. چگالی این سیاره به اندازه‌ای اندک است که می‌تواند روی آب شناور بماند.